# Caridae
Bản mẫu:Misspelling
Caridae là một họ bọ cánh cứng. Chúng thường được tìm thấy trên các loài cây Cupressaceae. Chi Car, được tìm thấy trên Callitris, và Caenominurus trên Austrocedrus và Pilgerodendron.